# تتراهیدروفولیک اسید
اسید تتراهیدروفولیک یا «تتراهیدروفولات» یکی از مشتقات اسید فولیک است.

## متابولیسم

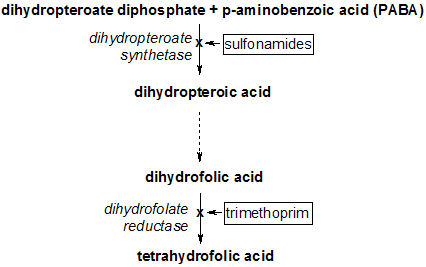
مسیر سنتز اسید تتراهیدروفولیک

### سنتز درانسان
از اسید دی هیدروفولیک توسط آنزیم دی هیدروفولات ردوکتاز تولید می‌شود. این واکنش به وسیله متوترکسات مهار می‌شود.
این ترکیب به وسیله آنزیم سرین هیدروکسی متیل ترانسفراز به ۱۰٬۵-متیلن تتراهیدروفولات تبدیل می‌شود.

### سنتز به وسیلهباکتری‌ها
بسیاری از باکتری‌ها با استفاده از دی هیدروپتروات سنتتاز، دی هیدروپتروات تولید می‌کنند که در انسان یک مولکول بدون عملکرد است. این مسئله آن را به یک هدف ایده‌آل برای آنتی بیوتیک‌های سولفونامید تبدیل می‌کند که با پیش ساز ۴-آمینو بنزوییک اسید (PABA) رقابت می‌کنند.
باکتری‌ها سپس دی‌هیدروپیروات را به دی‌هیدروفولیک اسید و نهایتاً تتراهیدروفولات تبدیل می‌کنند.

## کارکردها
تتراهیدروفولات در بسیاری از واکنش‌ها به عنوان کوفاکتور عمل می‌کند، به ویژه در متابولیسم اسید آمینه‌ها و اسید نوکلئیک‌ها. این ترکیب به عنوان دهنده یک گروه دارای یک اتم کربن عمل می‌کند. کمبود تتراهیدروفولات می‌تواند به کم خونی مگالوبلاستیک منجر شود.

اسید دی هیدروفولیک
۵٬۱۰-متیلین‌تتراهیدروفولات